# Vepris oubanguensis
Espèce
Vepris oubanguensis est une espèce de plantes à fleurs de la famille des Rutaceae, très rare, observée au Cameroun et en République centrafricaine.
Son épithète spécifique fait référence à l'Oubangui, une rivière d'Afrique centrale, affluent du Congo.